# Matayba pallens
Matayba pallens är en kinesträdsväxtart som beskrevs av Ludwig Radlkofer. Matayba pallens ingår i släktet Matayba och familjen kinesträdsväxter. Inga underarter finns listade i Catalogue of Life.